# Nicolas Kraska
Pas d'image ? Cliquez ici

a Compétitions nationales et continentales officielles uniquement.

b Matchs officiels uniquement.
Dernière mise à jour le 1 octobre 2021.
Nicolas Kraska, né le 17 juin 1989, est un joueur de rugby à XV franco-thaïlandais qui évolue au poste d'ailier ainsi qu'au centre.

## Biographie
Formé au Rugby Club de Courbevoie, il rejoint ensuite le Racing Métro 92, avec qui il joue ses premiers matchs professionnels lors de la saison 2008-2009, et au terme de laquelle il est sacré champion de France de Pro D2.
Il évolue avec l'équipe de France de rugby à sept durant la saison 2009-2010.
Il est le premier Français à évoluer dans un club professionnel japonais en Top League, avec les Toshiba Brave Lupus,,.

## Palmarès
- Racing Métro 92
  - Pro D2 : Champion en 2009.
- Toshiba Brave Lupus
  - Top League : Finaliste en 2016.